# Battistero di San Giovanni alle Fonti
Il battistero di San Giovanni alle Fonti fu uno dei primi battisteri della città di Milano. Dedicato a Giovanni Battista e realizzato dal 378 al 397 per volere di sant'Ambrogio in epoca romana tardoimperiale nel periodo in cui la città romana di Mediolanum (la moderna Milano) fu capitale dell'Impero romano d'Occidente (ruolo che ricoprì dal 286 al 402), si trovava in stretta vicinanza con la basilica vetus (poi ridenominata cattedrale di Santa Maria Maggiore) e con la basilica maior (poi ridenominata basilica di Santa Tecla) in posizione intermedia tra le due dove ora sorge la moderna piazza del Duomo. La presenza di due basiliche molto ravvicinate era infatti comune nel Nord Italia durante l'età costantiniana e si poteva trovare, in particolare, in città sedi vescovili.
Insieme alle due basiliche citate e al battistero di Santo Stefano alle Fonti formava il "complesso episcopale". Il battistero di San Giovanni alle Fonti fu demolito nel 1388, in relazione al procedere del cantiere per il Duomo. I suoi resti - collocati sotto piazza del Duomo - sono visitabili dal pubblico, con accesso al sito archeologico dall'interno della cattedrale stessa.

## Storia

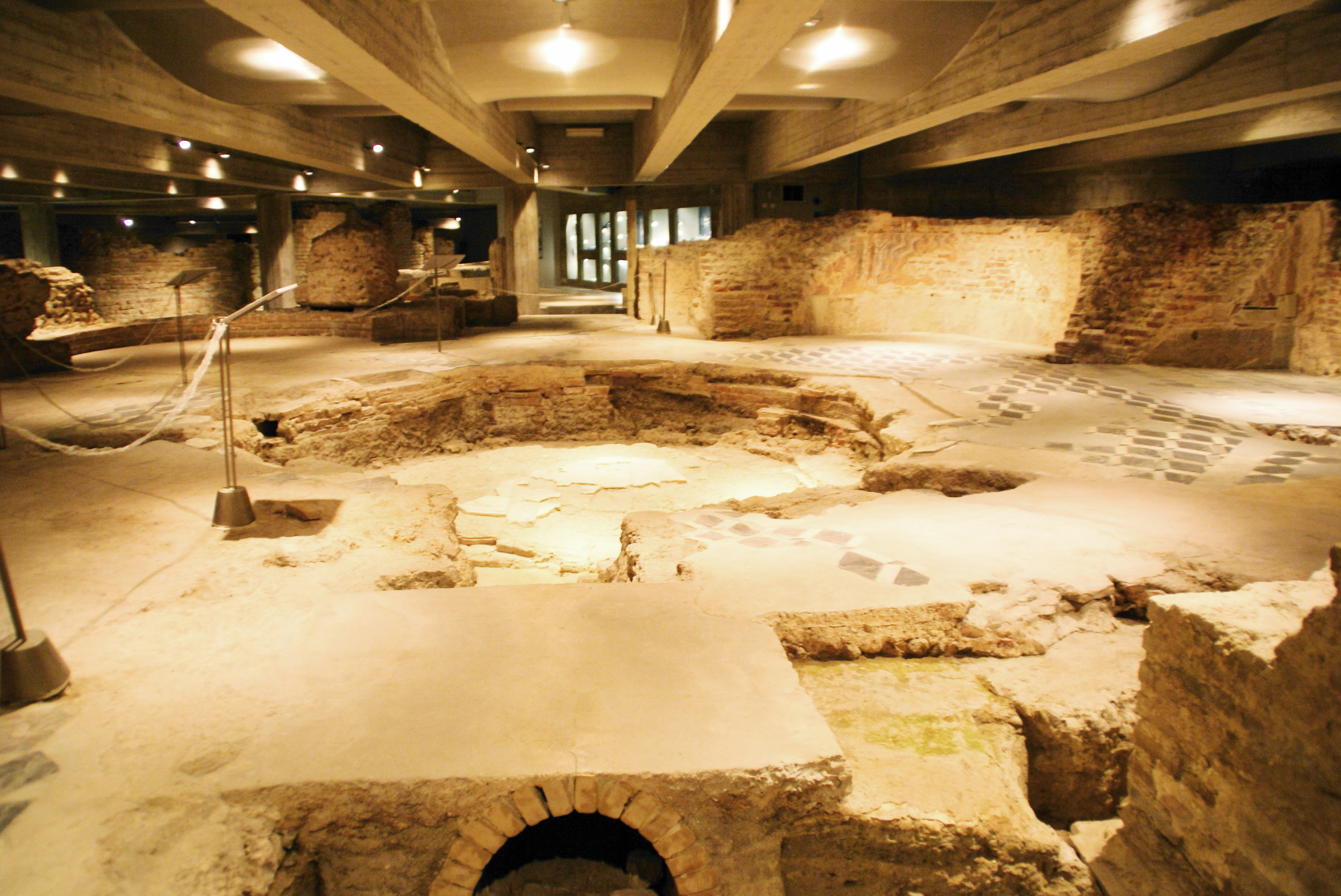
Scorcio dei resti del battistero di San Giovanni alle Fonti, che sono visitabili nei sotterranei del Duomo di Milano

Si trovava in stretta vicinanza con la basilica vetus (poi ridenominata cattedrale di Santa Maria Maggiore) e con la basilica maior (poi ridenominata basilica di Santa Tecla) in posizione intermedia tra le due dove ora sorge la moderna piazza del Duomo. La presenza di due basiliche molto ravvicinate era infatti comune nel Nord Italia durante l'età costantiniana e si poteva trovare, in particolare, in città sedi vescovili.
Costruito tra il 378 e il 397 in epoca romana tardoimperiale nel periodo in cui la città romana di Mediolanum (la moderna Milano) fu capitale dell'Impero romano d'Occidente (ruolo che ricoprì dal 286 al 402), era un battistero soltanto maschile, mentre nel vicino battistero di Santo Stefano alle Fonti venivano battezzate le donne
Con il passare dei decenni la distinzione si stemperò, visto che divenne comune il battesimo durante l'infanzia. Entrambi i battisteri vennero di conseguenza restaurati e rimodernati durante i lavori di rifacimento della basilica vetus, nell'occasione diventata "cattedrale di Santa Maria Maggiore".

L'antica Milano romana (Mediolanum) sovrapposta alla Milano moderna. Il rettangolo più chiaro al centro, leggermente sulla destra, rappresenta la moderna piazza del Duomo, mentre il moderno Castello Sforzesco si trova in alto a sinistra, appena fuori dal tracciato delle mura romane di Milano. Al centro, indicato in rosso salmone, il foro romano di Milano, mentre in verde il quartiere del palazzo imperiale romano di Milano

È nel battistero di San Giovanni alle Fonti che nella Pasqua del 387 sant'Ambrogio battezzò Agostino d'Ippona, recentemente convertitosi al cristianesimo insieme con il figlio Adeodato e con alcuni amici. Il battistero fu voluto proprio da sant'Ambrogio, che lo fece edificare nei primi anni del suo episcopato
Il vescovo di Milano Lorenzo I di Milano, nel VI secolo, ristrutturò il battistero di San Giovanni alle Fonti dotandolo di abbellimenti come rivestimenti marmorei per il pavimento e per le pareti laterali, che erano anche arricchiti da inserti vitrei e da preziose pietre locali. La volta e le nicchie vennero rivestite da un mosaico con sfondo aureo che raffigurava motivi vegetali, frutti e specchi d'acqua. Il battistero di San Giovanni alle Fonti, già adattato e ridotto a magazzino con l'avvio dei cantieri della nuova cattedrale, venne in seguito demolito alla metà di maggio del 1388, per far posto a una cassina di servizio. Per la demolizione vennero impiegate alcune grosse macchine provviste di uncini metallici; l'edificio era comunque stato già spogliato di qualunque materiale che potesse essere riutilizzabile o rivenduto.

## L'edificio

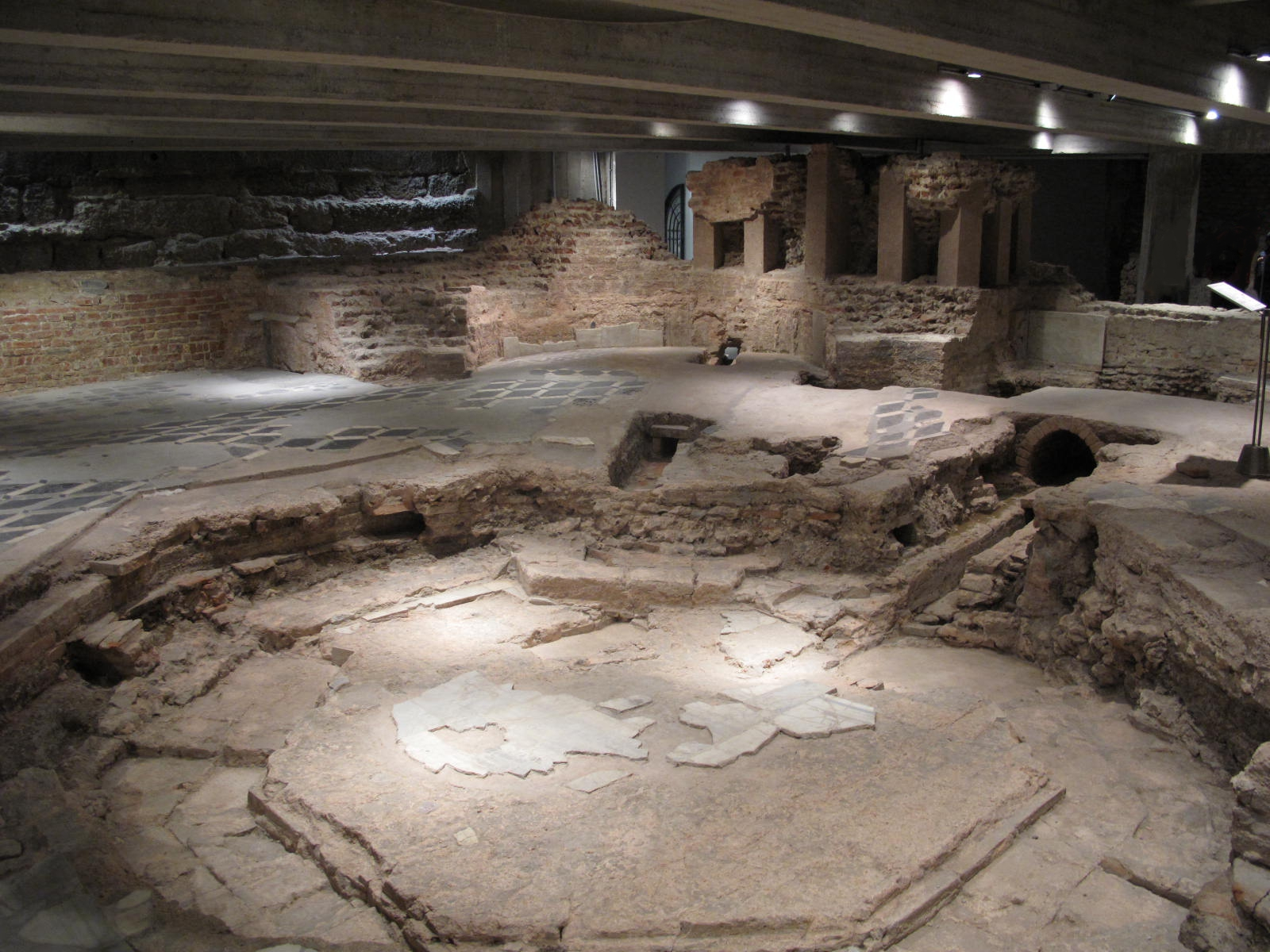
I resti della vasca ottagonale del battistero di San Giovanni alle Fonti, che sono visitabili nei sotterranei del Duomo di Milano

Il battistero di San Giovanni alle Fonti era a pianta ottagonale con una diagonale di 19,3 m e con lati di 7,4 m. Le mura esterne erano spesse 2,8 m. La pianta prese ispirazione dal mausoleo imperiale di San Vittore al Corpo, che aveva la stessa forma e che venne realizzato nel IV secolo a Milano quando la città era capitale dell'Impero romano d'Occidente per accogliere le salme degli imperatori. Il battistero di San Giovanni alle Fonti era provvisto, lungo le pareti perimetrali, di otto nicchie di 3,5 m di diametro, quattro rettangolari e quattro semicircolari. All'interno le nicchie erano decorate con motivi a scacchiera e a esagoni ed erano divise da colonne in porfido rosso alte 3,6 m e con un diametro di 0,45 m. Esternamente le nicchie erano invece rinforzate da contrafforti.
Il significato simbolico del numero otto dei lati dell'ottagono della pianta venne spiegato dal sant'Ambrogio: "Il settimo giorno della creazione indica il mistero della legge, l'ottavo quello della risurrezione di Gesù e quindi dell'eternità". Il numero otto, nella teologia cristiana, ricorda anche le otto beatitudini evangeliche.
Il percorso del battezzando era orientato verso oriente, ovvero verso la luce dell'alba: dopo essersi immerso nella vasca, esso riceveva il battesimo dal vescovo di Milano. Il significato simbolico era che il battezzando, richiamando la funzione del mausoleo di San Vittore al Corpo, che era quello di tomba monumentale e che con le sue forme aveva ispirato l'architettura del battistero, facesse morire l'uomo precedente per poi risorgere a nuova vita con il battesimo.

Il complesso episcopale di Milano sovrapposto alla moderna piazza del Duomo. Il complesso episcopale, che fu demolito per poter permettere la costruzione del Duomo di Milano, era costituito dalla basilica di Santa Tecla (nomi originari paleocristiani basilica maior o basilica nova), il battistero di San Giovanni alle Fonti, la cattedrale di Santa Maria Maggiore (nomi originari paleocristiani basilica vetus o basilica minor) e il battistero di Santo Stefano alle Fonti

Le decorazioni interne cambiarono con i secoli: si passò, per le pareti, dall'originario rivestimento in materiali policromi voluto da sant'Ambrogio a superfici affrescate, che furono realizzate durante la citata ristrutturazione voluta dal vescovo Lorenzo I di Milano Il pavimento restò rivestito di marmi mentre la volta interna rimase decorata da un mosaico con tessere rivestite da fogli d'oro. I materiali policromi voluti da sant'Ambrogio furono importati da alcuni luoghi che si affacciavano sul Mar Mediterraneo comprendendo calcari, brecce, oficalci, porfidi, graniti e marmi.
Esternamente, il battistero di San Giovanni alle Fonti si presentava come un edificio con pareti esterne divise da due ordini architettonici.

## Resti

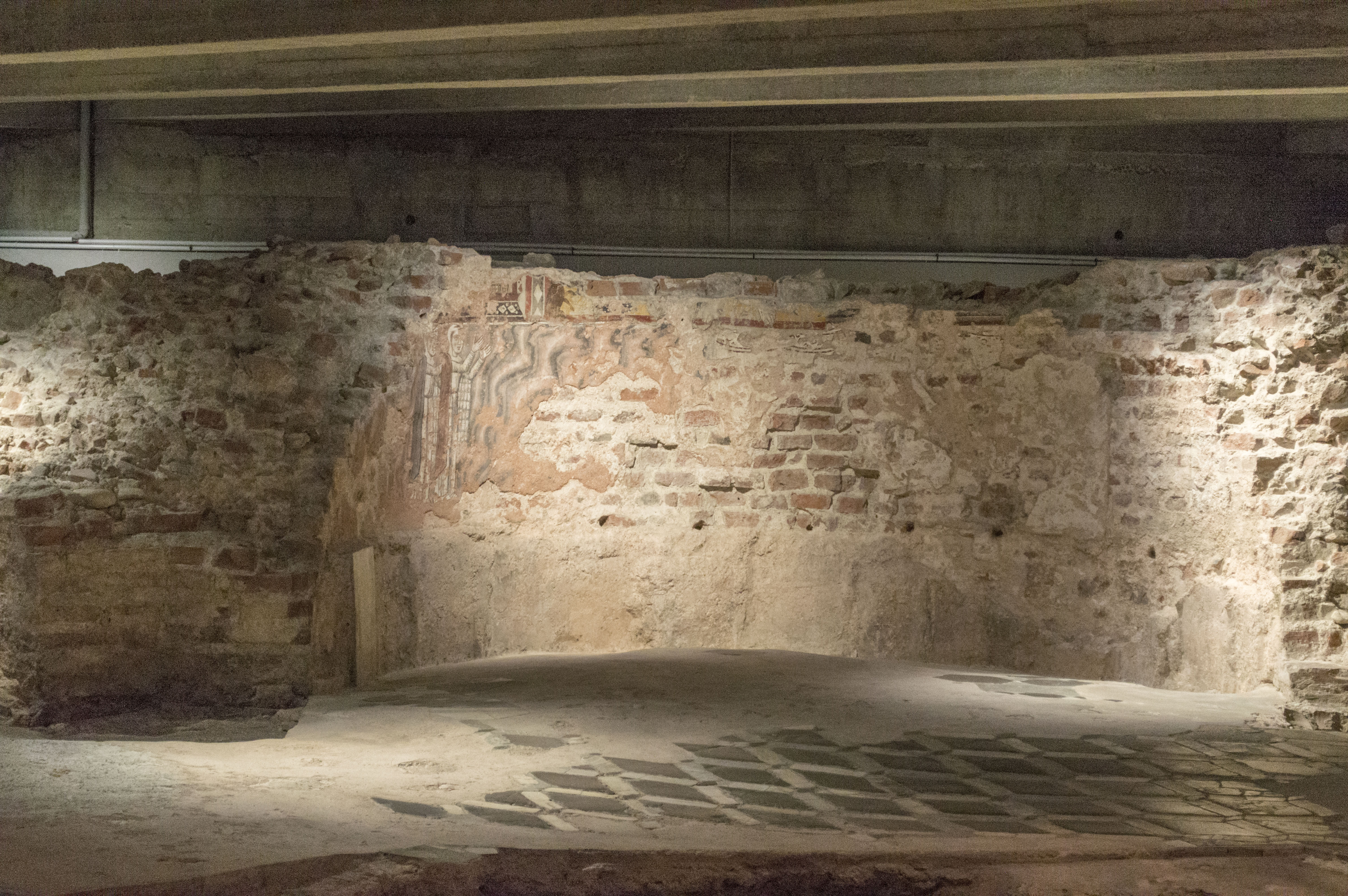
I resti di una nicchia dei muri esterni del battistero di San Giovanni alle Fonti, che sono visitabili nei sotterranei del Duomo di Milano

Internamente ed esteriormente il battistero di San Giovanni alle Fonti assomigliava alla cappella di Sant'Aquilino, sacello situato nella parte destra della basilica di San Lorenzo di Milano che è giunto sino a noi perfettamente conservato.
I resti del battistero di San Giovanni alle Fonti, che vennero scoperti tra il 1961 e il 1963 grazie agli scavi per la costruzione della linea M1 della metropolitana di Milano, si trovano ad un livello inferiore di 3,8 metri rispetto al pavimento del moderno Duomo di Milano, mentre il fondo della vasca ottagonale per il battesimo è ad un livello di 4,50 metri sotto il pavimento del battistero. La conferma del fatto che la costruzione del battistero di San Giovanni alle Fonti risalga alla fine del IV secolo si deve ad alcune indagini archeologiche effettuate nel 1997.
Come già accennato, sono presenti i resti della vasca per il battesimo, che era lunga 5,5 m e profonda 0,8 m e che era rivestita di lastre di marmo bianco: ad essa si accedeva grazie a tre gradini. Su di essa vi sono tracce di un rivestimento marmoreo, e circa al centro della vasca vi è un foro per l'acqua servito da un apposito condotto, la cosiddetta fistula acquaria. Sono giunti sino a noi anche vasti resti del pavimento marmoreo realizzato con la tecnica opus sectile e posizionato durante i lavori di ristrutturazione del VI secolo voluta dal vescovo Lorenzo I di Milano. Questo pavimento è costituito da lastre di calcare che disegnano motivi quadrati, rombici ed esagonali di colore nero e motivi rettangolari e triangolari di colore bianco.
Davanti al moderno Duomo di Milano, sotto l'attuale piazza del Duomo, si trovano i resti delle mura perimetrali dell'antico battistero di San Giovanni. Questi resti sono costituiti da parte del muro perimetrale ottagonale, simbolo di rigenerazione e risurrezione, e dai resti delle nicchie rettangolari e semicircolari.
Questo sito archeologico è visitabile dal pubblico e il suo ingresso si trova all'interno del Duomo di Milano.

## Mappa della Milano paleocristiana

Mappa dell'antica Milano romana (Mediolanum) (secoli III-V) con indicate le mura e le porte romane di Milano, il foro romano di Milano, il teatro romano di Milano, l'anfiteatro romano di Milano, il circo romano di Milano, l'area del palazzo imperiale romano di Milano (in rosa più tenue), la zecca romana di Milano, le terme Erculee, il mausoleo imperiale di Milano, la via Porticata con l'arco trionfale, i magazzini annonari romani di Milano (lat. horrea), il porto fluviale romano di Milano, i castelli romani di Milano e le basiliche paleocristiane di Milano